# Samuel Vince
Samuel Vince (n. 6 aprilie 1749, Fressingfield⁠(d), Mid Suffolk, Anglia, Regatul Marii Britanii – d. 28 noiembrie 1821, Ramsgate, Anglia, Regatul Unit al Marii Britanii și Irlandei) a fost un cleric, matematician și astronom englez de la Universitatea din Cambridge.

## Viața
S-a născut în Fressingfield. Fiul unui tencuitor, Vince a fost admis ca sizar la Colegiul Caius, Cambridge, în 1771.  În 1775 a fost senior Wrangler și câștigător al premiului Smith de la Cambridge. Migrând la Colegiul Sidney Sussex în 1777, și-a câștigat M.A. în 1778 și a fost hirotonit cleric în 1779.
A primit medalia Copley în 1780 și a fost profesor plumian de astronomie și filozofie experimentală la Cambridge din 1796 până la moartea sa. A devenit arhidiaconul din Bedford în 1809 și a murit la Ramsgate.

## Legături externe
- Cu privire la diviziunile dintre creștini: o taxă, livrată clerului arhidiaconiei de Bedford (1810)
- „The Wright Brothers: Designing the 1900 Wright Glider”. National Air and Space Museum. Smithsonian Institution. Arhivat din original la 27 septembrie 2011.
- Royal Society Arhivat în 12 noiembrie 2007, la Wayback Machine.
- Janus (biblioteca din Cambridge)[nefuncțională – arhivă]
- Lee, Sidney, ed. (1899). "Vince, Samuel". Dicționar de biografie națională. 58. Londra: Smith, Elder & Co.